# Boller (Romlund Sogn)
 For alternative betydninger, se Boller (flertydig). (Se også artikler, som begynder med Boller)
Boller var en tidligere hovedgård i Romlund Sogn i det tidligere Nørlyng Herred, Viborg Amt, nu Viborg Kommune. Gården er kendt tilbage til år 1600 hvor den ejedes af en adelsmand Niels Thomesen; I 1625 ejedes den af Viborg Domkapitel, men har senere haft mange både adelige og borgerlige ejere. Gården brændte i 1759. Den blev i 1797 købt af spekulanten Lars Wandborg Friis – en såkaldt "herregårdsslagter" – og opdelt i mindre ejendomme.
56°29′25″N 09°16′46″Ø / 56.49028°N 9.27944°Ø
|  | Denne artikel om en bygning eller et bygningsværk kan blive bedre, hvis der indsættes et (bedre) billede. Du kan hjælpe ved at afsøge Wikimedia Commons for et passende billede eller lægge et op på Wikimedia Commons med en af de tilladte licenser og indsætte det i artiklen. |